# Стиллман, Фредрик
Фредрик Стиллман (швед. Fredrik Jan-Ove Stillman; род. 22 августа 1966, Йёнчёпинг, Швеция) — бывший шведский хоккеист; тренер.

## Карьера игрока
Стиллман играл на позиции защитника, пока не получил травму плеча во время тренировочного матча против «Троя-Юнгби» в 2000 году, что привело к окончанию карьеры. Выступал только за один клуб — «ХВ71», игравший в Elitserien. В 1995 году команда Стиллмана стала чемпионом Швеции. В течение двух сезонов, 1995/96 и 1999/00, Стиллман выезжал в Германию, где играл за Berlin Capitals в DEL. В 2006 году являлся обладателем клубных рекордов «ХВ71» по количеству результативных передач — 197, и набранных очков — 287 (к 2020 году переместился на третье место по обоим показателям). 26 декабря 2001 года перед матчем с клубом «Фрёлунда» в Киннарпс-Арена состоялась церемония, навсегда закрепившая за Стиллманом номер 14 (одновременно вечным обладателем номера 15 стал Стефан Эрнског.

## Карьера тренера
После сезона 2000/01 Стиллман был назначен помощником тренера «ХВ71» Пярта Мартса. В марте 2005 года, когда «ХВ71» место помощника тренера получил Йоран Шёберг, Стиллман был назначен менеджером команды.
В 2004 году Стиллман выиграл Чемпионат Швеции в качестве тренера, в 2008 — в качестве генерального менеджера «ХВ71».

## Карьера и достижения

### Карьера тренера и функционера
- «Торпедо» (Нижний Новгород, КХЛ, 2018—н. в. — старший тренер)
- «Адмирал» (Владивосток, КХЛ, 2015—2017 — ассистент главного тренера)
- ХВ-71 (Швеция, 2003—2005, 2014/15 — ассистент главного тренера)
- ХВ-71 (Швеция, 2005—2014 — генеральный менеджер).

### Достижения тренера/функционера
- чемпион Швеции (2004, 2008)

### Карьера игрока
- ХВ-71 (Швеция, 1982—1995, 1996—1999, 2000/01)
- Berliner SC Preussen (Германия, 1995/96)
- Berlin Capitals (Германия, 1999/2000)

### Достижения как игрока
- олимпийский чемпион (1994)
- чемпион мира (1991, 1992)
- вице-чемпион мира (1993, 1995)
- бронзовый призёр чемпионата мира (1994)
- чемпион Швеции (1995).